# Lola Doillon

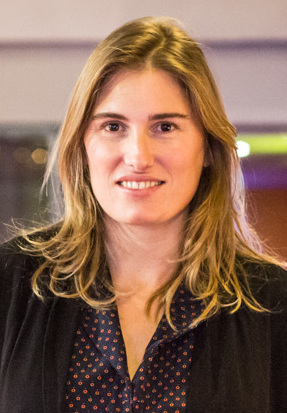
Lola Doillon (2013)

Lola Lina Doillon (* 9. Januar 1975 in Charenton-le-Pont, Val-de-Marne) ist eine französische Schauspielerin, Drehbuchautorin und Regisseurin.

## Leben
Lola Doillon wurde 1975 als Tochter des Regisseurs Jacques Doillon und der Filmeditorin Noëlle Boisson südöstlich von Paris geboren. Ihre Halbschwester ist die Schauspielerin und Sängerin Lou Doillon. Durch ihre Eltern kam sie bereits früh mit dem Filmgeschäft in Kontakt. So spielte sie als Kind unter der Regie ihres Vaters in den Filmen Die Frau, die weint (1979) und Monsieur Abel (1983). Nach ihrem Baccalauréat übernahm sie zunächst Gelegenheitsjobs, etwa als Fotografin.
Im Jahr 1995 kam Doillon als Filmeditorin des Thrillers Schwarz wie die Erinnerung von Jean-Pierre Mocky zum Einsatz und realisierte zusammen mit Cyriac Auriol ihren ersten Kurzfilm Le Vide dedans moi. Für ihren Vater leitete sie danach die Castings für dessen Filme Ponette (1996) und Petits frères (1999). Bei letzterem trat sie erstmals auch als Regieassistentin in Erscheinung. Als solche und als Hauptdarstellerin war sie zwei Jahre später an Jacques Doillons nächstem Film, der Tragikomödie Ich habe dich nicht um eine Liebesgeschichte gebeten (2001), beteiligt. Bei L’auberge espagnole (2002), dem ersten Teil einer Filmtrilogie über eine Gruppe von Erasmus-Studenten, und dem Kriminaldrama Not For, Not Against – Es gibt kein Zurück (2003) übernahm sie daraufhin die Regieassistenz unter Regisseur Cédric Klapisch.
Nach mehreren von ihr realisierten Kurzfilmen lieferte Lola Doillon mit Et toi t’es sur qui? im Jahr 2007 ihr Langfilmdebüt. Der von drei Jugendlichen handelnde und mit Laiendarstellern besetzte Film lief in der Sektion Un Certain Regard bei den 60. Internationalen Filmfestspielen von Cannes und brachte ihr Nominierungen für den Louis-Delluc-Preis und den César in der Kategorie Bestes Erstlingswerk ein. Ihr zweiter Langfilm, das Psychodrama In deinem Bann gefangen (2010), über eine entführte Chirurgin mit Stockholm-Syndrom (gespielt von Kristin Scott Thomas) wurde 2010 auf dem London Film Festival uraufgeführt.
Im Jahr 2015 übernahm Doillon die Regie zweier Folgen von Call My Agent!, einer französischen Fernsehserie über eine Schauspielagentur mit zahlreichen Gastauftritten prominenter Schauspieler. Mit Fannys Reise folgte 2016 ihr nächster Spielfilm. Das auf wahren Begebenheiten beruhende Filmdrama über eine Gruppe jüdischer Heimkinder, die während des Zweiten Weltkriegs versucht, vor der Deportation in die Schweiz zu fliehen, wurde unter anderem mit dem Fritz-Gerlich-Filmpreis und den Publikumspreisen mehrerer Filmfestivals ausgezeichnet.
Bei der von Amazon als Spin-off von Klapischs L’auberge-espagnole-Trilogie produzierten Serie Salade grecque (2023) arbeitete Doillon als eine der Hauptautoren sowie als Regisseurin dreier Folgen.
Doillon war ab 2002 mit Cédric Klapisch liiert; seit 2014 sind sie miteinander verheiratet. Gemeinsam haben sie einen Sohn (* 2007).

## Filmografie (Auswahl)
Drehbuch und Regie
- 1995: Le Vide dedans moi (Kurzfilm)
- 2005: Faire contre mauvaise fortune, bonne majorette (Kurzfilm)
- 2005: L’Habit ne fait pas la majorette (Kurzfilm)
- 2005: Une majorette peut en cacher une autre (Kurzfilm)
- 2006: 2 filles (Kurzfilm)
- 2007: Et toi t’es sur qui?
- 2008: X Femmes (TV-Serie, eine Folge)
- 2010: In deinem Bann gefangen (Contre toi)
- 2013: The Doll (Kurzfilm)
- 2015: Call My Agent! (Dix pour cent) (TV-Serie, zwei Folgen) – nur Regie
- 2016: Fannys Reise (Le Voyage de Fanny)
- 2023: Salade grecque (TV-Serie, drei Folgen)

## Auszeichnungen
- 2007: Nominierung für den Preis der Sektion Un Certain Regard bei den Internationalen Filmfestspielen von Cannes für Et toi t’es sur qui?
- 2007: Nominierung für den Louis-Delluc-Preis in der Kategorie Bestes Erstlingswerk für Et toi t’es sur qui?
- 2007: FIPRESCI-Preis beim Ljubljana International Film Festival für Et toi t’es sur qui?
- 2008: Nominierung für den César in der Kategorie Bestes Erstlingswerk für Et toi t’es sur qui?
- 2016: Skythischer Hirsch des Molodist Kyiv International Film Festival in der Kategorie Kinderfilm für Fannys Reise
- 2016: Fritz-Gerlich-Filmpreis des Filmfests München für Fannys Reise[6]
- 2016: Preis des MICHEL Kinder und Jugend Filmfests als Kinder- und Jugendsektion des Filmfests Hamburg für Fannys Reise[7]